# San Agustin (Isabela)
Pour les articles homonymes, voir San Agustin.
San Agustin est une municipalité de la province d’Isabela, aux Philippines.